# Walter Zoo
Koordinaten: 47° 25′ 10″ N, 9° 17′ 7″ O; CH1903: 739339 / 253710
Der Walter Zoo Gossau ist ein zoologischer Garten oberhalb von Gossau bei St. Gallen. Er beherbergt rund 1110 Tiere in über 120 Tierarten (2019). Auf dem 5,5 ha umfassenden Gelände befinden sich zusätzlich zahlreiche Spiel- und Aufenthaltsmöglichkeiten für Kinder. Ebenfalls verfügt der Zoo über 4,5 ha angrenzendes Land, welches in den nächsten Jahren gemäss Masterplan 2040 ausgebaut werden kann. Mit rund 250'000 Besuchern pro Jahr zählt der Walter Zoo zu den beliebtesten Ausflugszielen der Ostschweiz. Als wissenschaftlich geführter Zoo ist er unter anderem Mitglied der WAZA, EAZA und zooschweiz. Zudem ist er an 21 (Stand 2021) Erhaltungszuchtprogrammen für bedrohte Tierarten beteiligt und unterstützt Naturschutzprojekte in diversen Ländern finanziell.

## Geschichte

### Gründung (1. Generation 1961–1985)
Der Walter Zoo wurde 1961 von Walter und Edith Pischl in Gossau gegründet.
Walter (aus einer österreichischen Artistendynastie stammend) und Edith Pischl (geboren in Herisau) haben sich, nach einigen Jahren als Zirkusartisten im Zirkus Nock, mit ihren Tieren in Hundwil sesshaft gemacht. Walter Pischl besuchte mit den Tieren Schulen und hielt Vorträge, um diese den Menschen bekannter zu machen. Durch ihre wachsende Bekanntheit wurden immer mehr kranke oder unliebsam gewordene Tiere in die Obhut der Familie Pischl gegeben, wodurch der Platz an ihrem alten Wohnort in Hundwil knapp wurde und die Familie nach Gossau zog.
Anlässlich der immer grösser werdenden Unterhaltskosten für Anlagen und Futter entschloss sich die Familie Eintritt zu verlangen. Dies verbesserte jedoch die finanziell schwierige Lage kaum. Daher wurde 1963 mit Hilfe von Tierfreunden der WALTER ZOO Verein ins Leben gerufen.
Das erste Haus wurde 1973 für die Schimpansen gebaut, inzwischen das älteste Haus im Zoo und heute als «Reptilienhaus» genutzt. Dank dem Walter Zoo Verein konnte 1980 Land zugekauft werden. Darauf wurden 1983 der Huftierstall und entlang des Weges neue Vogelvolieren eingerichtet.

### 2. Generation 1985–2011
1985 übergaben Walter und Edith Pischl den Zoo an Gabi (jüngste Tochter) und Ernst Federer. Bereits ein Jahr später folgte der Spatenstich für das Tropenhaus mit dem Zoorestaurant.
1995 verstarb Walter Pischl unerwartet. Er hatte den Zoo bis in seine letzten Tage stark mitgeprägt. So war er noch massgeblich am Bau der neuen, grossen Schimpansenanlage beteiligt, welcher 1993 begonnen hatte.
Im Jahre 1997 wurde der Walter Zoo Mitglied der European Association of Zoos and Aquaria (EAZA). Dadurch entstand eine enge Kooperation mit anderen Zoos in Europa.
2001 wurde der Privatzoo in eine Aktiengesellschaft umgewandelt, und seit 2006 ist der Walter Zoo eine gemeinnützige AG.
2009 wurden die neue Tigeranlage und das neue Bürogebäude (Oktagon) mit Seminar- und Sitzungsräumen eröffnet. Dazu kam die Übernahme des Speiserestaurant Panorama, welches sich nur wenige Meter vom Zoo entfernt befindet.

### 3. Generation seit 2011
2011 trat mit den beiden Enkelinnen von Walter Pischl, Karin Federer (Tierärztin) und Jeannine Gleichmann-Federer (Artistin), die dritte Generation in die Geschäftsleitung ein.
Zwischen Oktober 2012 und Januar 2013 fand im Zoo die Ausstellung Körperwelten der Tiere statt.
Im Jahre 2013 wurde die Flamingoanlage erneuert, 2014 eine neue Veterinärstation eröffnet, und 2015 wurde die Aussenanlage der Schimpansen renoviert.
2017 eröffnete das Savannenhaus und im Herbst 2018 die neue Löwenanlage. Damit kamen nach mehr als zehn Jahren, als die damaligen Löwen für die Vergrösserung der Tigeranlagen abgegeben wurden, wieder Löwen in den Zoo. Es handelt sich dabei um die in der Natur ausgestorbene Unterart der Berberlöwen. Mit der neuen Löwenanlage wurde auch die neue Zooschule eröffnet.
Das neue Logo, das der Zoo seit dem Frühjahr 2020 führt und auf dem der Schimpanse von einer Libelle auf einer Wiese abgelöst wurde, soll das Engagement des Zoos im Natur- und Artenschutz verdeutlichen.

### Masterplan
Wie jeder wissenschaftlich geführte Zoo verfügt auch der Walter Zoo über einen Masterplan, welcher die Entwicklung des Zoos bis zum Jahr 2040 vorgibt. 2017 konnte der Zoo im südwestlichen Teil Land erwerben, welches dem Zoo die Möglichkeit bietet, neue Anlagen zu verwirklichen. Die grösste Veränderung dürfte die geplante Verlegung des Einganges vom oberen Zooteil zum Parkplatz darstellen. Im Frühling 2022 wurde die erste Anlage des Masterplanes mit Zwergottern und Kleinen Pandas eröffnet.

## Anlagen

### Schimpansen
Die grösste Schimpansen-Anlage der Schweiz eröffnete 1993. Die Anlage wird von 15 Schimpansen bewohnt (Stand 2021), somit die grösste Schimpansen-Gruppe der Schweiz.

### Savannenhaus
Das Savannenhaus wurde 2017 eröffnet, wobei der Lebensraum Savanne im Mittelpunkt steht. Ein grosser Teil ist die Erdmännchen-Anlage, welche die Erdmännchen mit den Spornschildkröten teilen. Aber auch unbekanntere Tiere wie Gundi, Afrikanische Eierschlange, Nacktmulle oder Fenneks können bestaunt werden. Der Publikumsliebling ist jedoch das Chamäleon.

### Löwen
Mit der Eröffnung der neuen Löwenanlage im Herbst 2018 kamen die Löwen zurück. Drei Tiere der in der Natur ausgestorbenen Berberlöwen bewohnen nun die Anlage. Die grosszügig gestaltete Aussenanlage ist das Herz des neuen Themenbereichs, welche von den Besuchern von mehreren Seiten eingesehen werden kann. Über der Innenanlage befindet sich die Zooschule, welche mit einer Terrasse mit der Aussenanlage verbunden ist. Auch in der Zooschule sind verschiedene Tiere integriert, von den Speckkäfern über Riesentausendfüssler und Schaben zu Bartagamen.

### Tiger
Zusammen mit den Löwen bildet die Tigeranlage das Herzstück der Raubtieranlagen des Walter Zoos. Der Sibirische Tiger ist die grösste Unterart der Tiger. 2018 kamen Jungtiere zur Welt. Die Haltung von Amurleoparden wurde 2021 aufgegeben.

### Tropenhaus/Reptilienhaus
Das jetzige Reptilienhaus wurde als erstes Haus 1973 gebaut. Inzwischen können diverse Reptilien und Amphibien, wie zum Beispiel Heller Tigerpython, Quittenwarane, Stumpfkrokodile, Ägyptische Landschildkröten oder Moosfrösche bestaunt werden. Das obere, halboffene Geschoss wird von südamerikanischen Tierarten, wie Agutis, Weisskopfsakis, Zweifinger-Faultieren, Kugelgürteltieren und Gelbbrustaras bewohnt. Im angrenzenden Tropenhaus, wo sich auch das Restaurant befindet, wohnen Tiere wie Alligatoren, Kaiserschnurrbarttamarine, Springtamarine, Nachtaffen, Pfauen-Rochen, Krokodiltejus und Grüne Anakondas.

### Kleine Pandas und Zwergotter

Kleiner Panda

Im Juni 2022 wurde als erste Etappe des Masterplans 2040 eine neue Gemeinschaftsanlage für Kleine Pandas und Zwergotter eröffnet. Beide Tierarten leiden unter sinkenden Beständen in der Natur. So haben sich die Zahlen der wildlebenden Kleinen Pandas in den letzten 20 Jahren halbiert, weshalb sie im Rahmen des One-Plan-Approach global gemanagt werden. So konnte die ex-situ Population in den letzten Jahren stark erhöht werden. Die 650 m² grosse Anlage wird durch einen neuen Abenteuerweg mit Kletterelementen ergänzt.

### Huftiere und Streichelzoo
Von den Trampeltieren, über Zebras und Vikunjas bis zu Shetland Ponys, gibt es einige Huftiere zu betrachten. Die meisten können auch mit Heupellets gefüttert werden. Bei den Afrikanischen Zwergziegen kann man die Anlage betreten und die Ziegen streicheln und füttern.

### Teichbewohner und Flugtraining
Die Teichlandschaft im nördlichen Teils des Zoos bietet Platz für diverse Entenarten, wie die Moorenten, Marmelenten, Kolbenenten und Spiessenten. Beliebt sind auch die Rosa Flamingos, bei denen 2018 erstmals eine Nachzucht gelungen ist. Seither gibt es regelmässig Nachwuchs. Auch die begehbare Vogelvolière mit Rosakakadus und Wellensittichen ist beliebt. Mit den St. Galler Flügeltauben, Gelbbrustaras, Grünzügelpapageien und einem Wüstenbussard wird trainiert. Dieses Flugtraining findet seit 2023 auf einer neuen Anlage statt und kann mittwochs und sonntags besucht werden.

### Quarantäne
Der Walter Zoo ist Auffangstation für beschlagnahmte Tiere aus der Ostschweiz. Diese werden vom Zoo gepflegt und betreut, bis ein geeigneter Platz gefunden wird. Gleichzeitig wird die Quarantäne für neu angekommene Tiere genutzt, welche zuerst auf Krankheiten getestet werden müssen.

### Wildtierpflege und Naturlehrpfad
Seit 2020 betreibt der Walter Zoo eine Igelpflegestation. Darin werden verletzte und kranke Igel nach telefonischer Voranmeldung behandelt und falls möglich auf eine Wiederauswilderung vorbereitet. An die Station angegliedert ist ein Naturlehrpfad, welcher einheimische Lebensräume und ihre Förderung im eigenen Garten zum Thema hat. Ebenfalls seit 2020 betreibt der Walter Zoo die Wildvogelpflegestation St. Gallen im Auftrag einer Stiftung. Die Station befindet sich beim Naturmuseum St. Gallen und nimmt nach telefonischer Voranmeldung verletzte, kranke oder verwaiste einheimische Wildvögel zur Pflege auf.

## Natur- und Artenschutz

### Ex situ
Als Mitglied der EAZA und WAZA bekennt sich der Walter Zoo zur modernen und wissenschaftlichen Führung des Betriebes. Durch die Mitwirkung an 21 Europäischen Erhaltungszuchtprogrammen (EEP) (Stand 2021) wird zudem zur Erhaltung bedrohter Tierarten, wie Schimpanse, Ägyptische Landschildkröte, Kleiner Panda, Hyazinthara, Vikunja, Amurtiger, Fennek, Gundi, Zweifinger-Faultier, Grauhand-Nachtaffe, Springtamarin, Kaiserschnurrbarttamarin, Madagaskar-Hundskopfboa, Europäische Sumpfschildkröte, Spaltenschildkröte, Stumpfkrokodile und Kea, beigetragen. Der Walter Zoo ist Mitglied von Zooschweiz (Verein wissenschaftlich geleiteter zoologischer Gärten der Schweiz), den Wildparks und Zoos Schweiz (WZS), sowie im Verband der zoologischen Gärten (VdZ).

### In situ
Neben der genannten Igelpflegestation unterstützt der Walter Zoo durch einen freiwilligen Naturschutzfranken beim Eintritt unter anderem Naturschutzprojekte in Belize (Shipstern) Sierra Leone (Tacugama), Uganda/D.R. Kongo (Jane Goodall Institut Schweiz) und der Mandschurei (WildCats Conservation Alliance). So kann der Walter Zoo jährlich über 150'000 Franken für den Artenschutz vor Ort sammeln und investierte in den Jahren 2020 bis 2023 über eine halbe Million Franken in seine Partnerprojekte.

## Zoopädagogisches Angebot
Der Walter Zoo verfügt über ein breites pädagogisches Angebot, welches mit der Eröffnung der Zooschule im Herbst 2018 vergrössert wurde. Die Zooschule wurde im Stil einer afrikanischen Lodge gebaut und zeigt die vier grossen Pfeiler eines wissenschaftlichen geführten Zoos nach Heini Hediger: Natur- und Artenschutz, Bildung, Forschung und Erholung. Neben Führungen und Tiervorträgen bietet die Zooschule Workshops für Schulklassen aller Altersstufen zu verschiedenen Themen rund um Tiere sowie den Natur- und Artenschutz. Auch die Schultierschauen, welche bereits vom Gründer Walter Pischl durchgeführt wurden, werden in zeitgemässer Form auf Anfrage weiter angeboten.

## Attraktionen
Mit dem Streichelzoo, dem Kamel- und Ponyreiten und seit dem Frühjahr 2017 mit der begehbaren Vogelvolière ist das Angebot des Zoos stark auf Familien fokussiert. Von Ende März bis Mitte Oktober findet das Zootheater mit jährlich wechselndem Programm statt. Während der rund halbstündigen Vorstellung werden Naturschutzthemen für Kinder verständlich vermittelt. Über die Wintermonate bietet das traditionelle Tingel-Tangel-Varieté mit einem Vier-Gänge-Menü Unterhaltung für Erwachsene. Im Sommer ist es zudem möglich, in einem Tipi-Zelt im Zoo zu übernachten und nachts und frühmorgens durch den Zoo geführt zu werden.

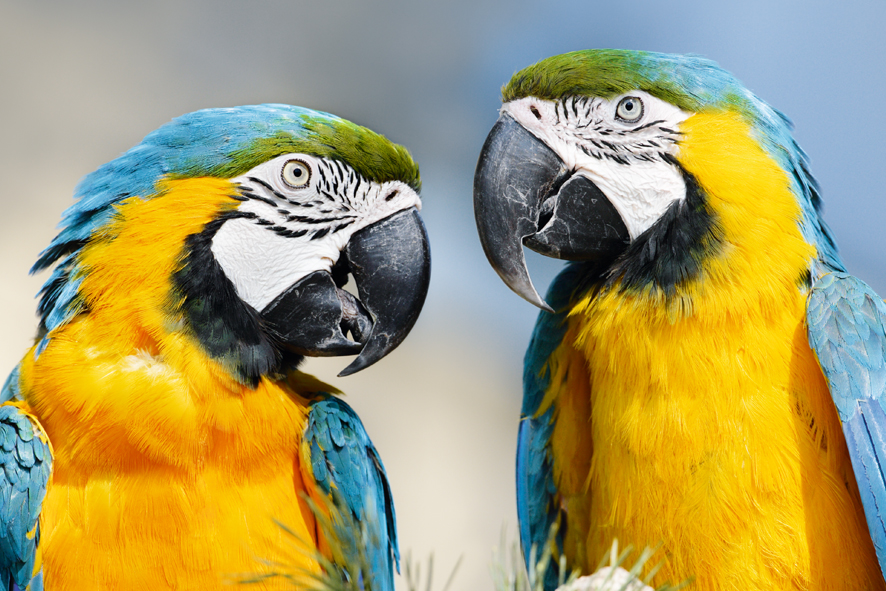
Gelbbrustaras
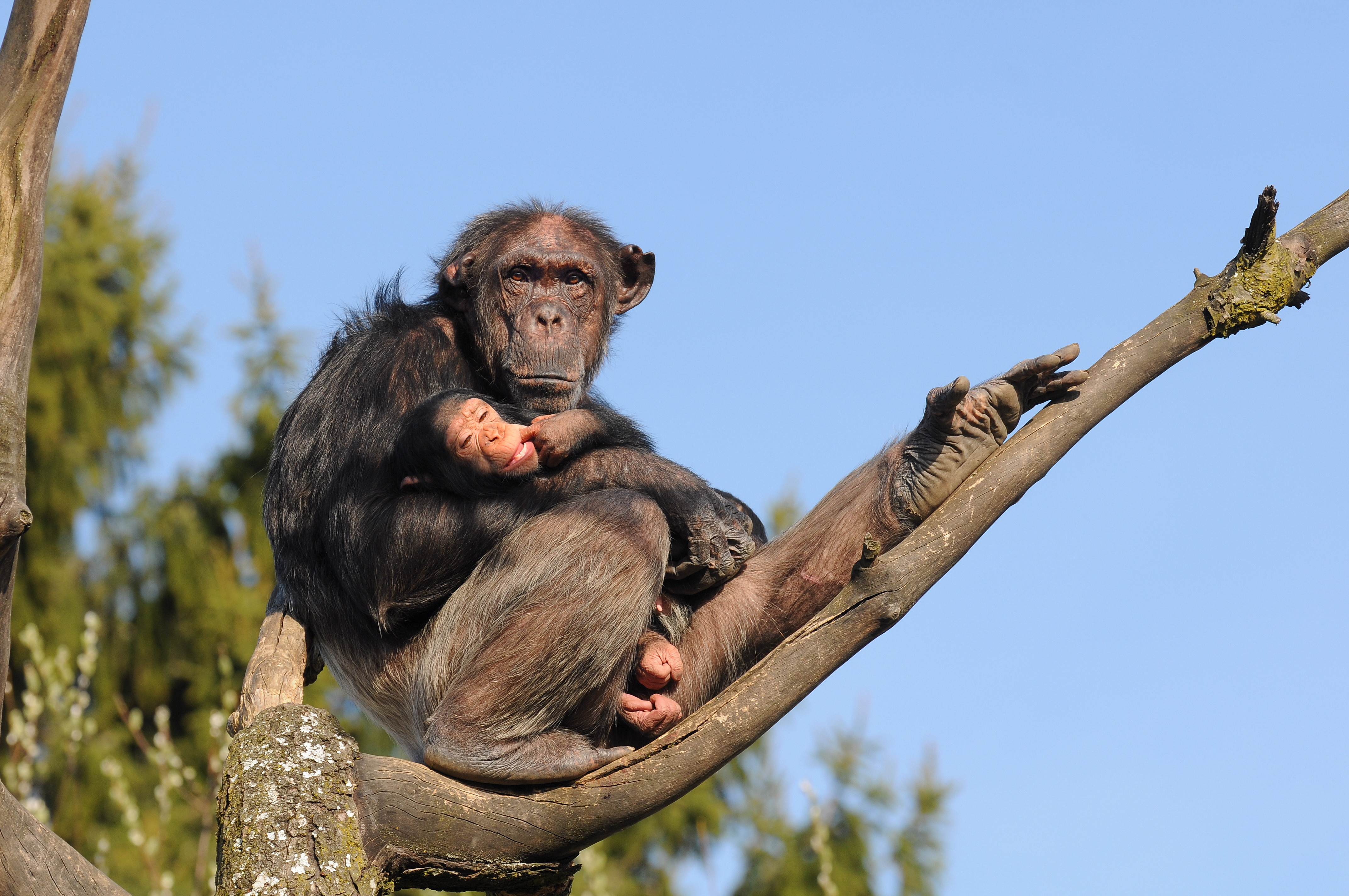
Gemeiner Schimpanse
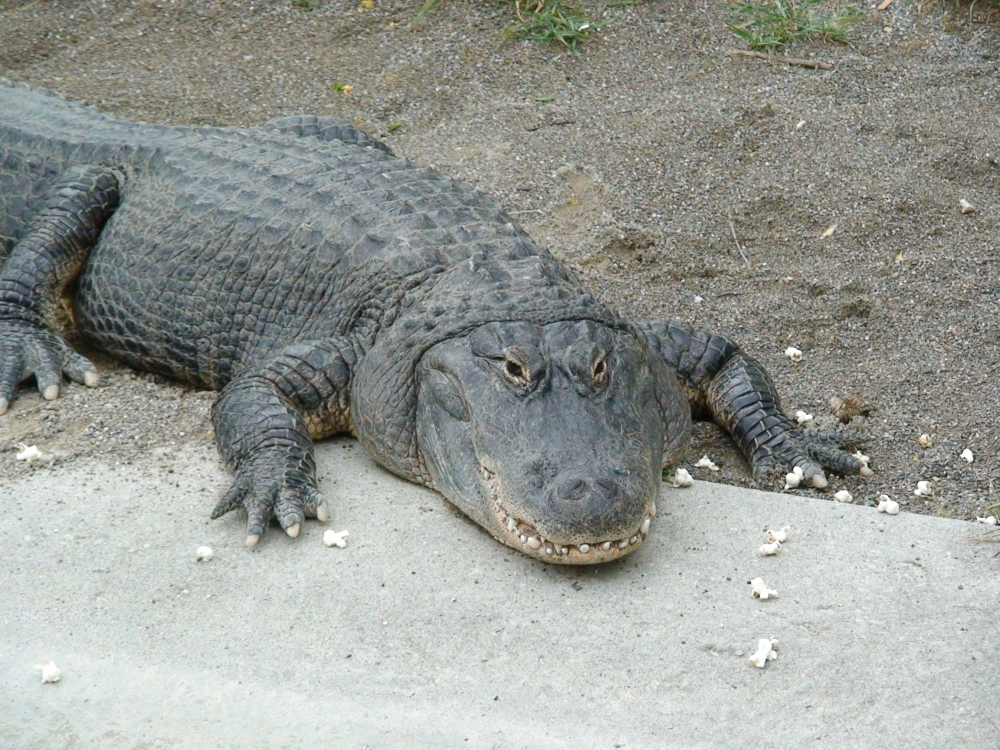
Mississippi-Alligator
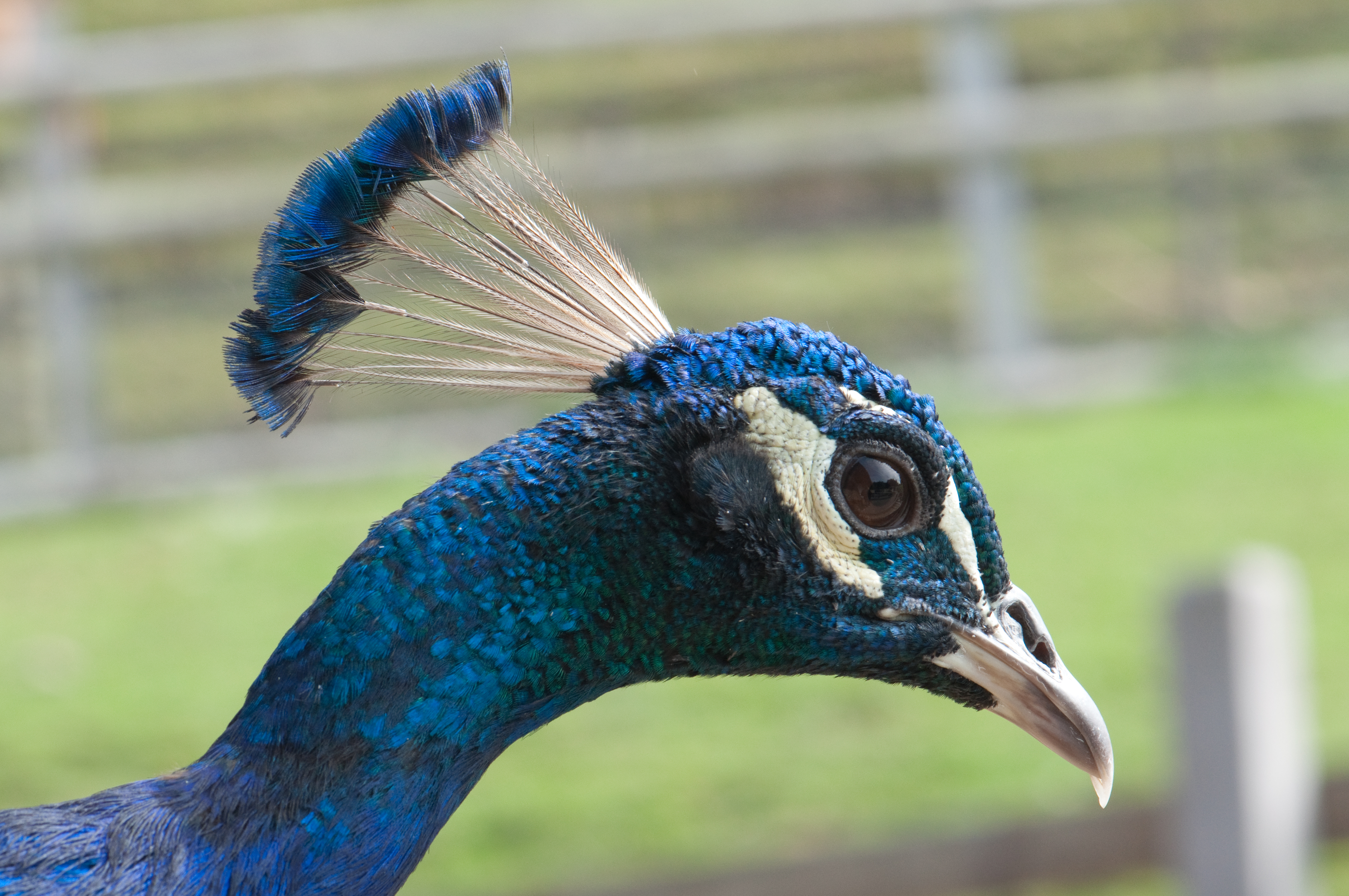
Blauer Pfau
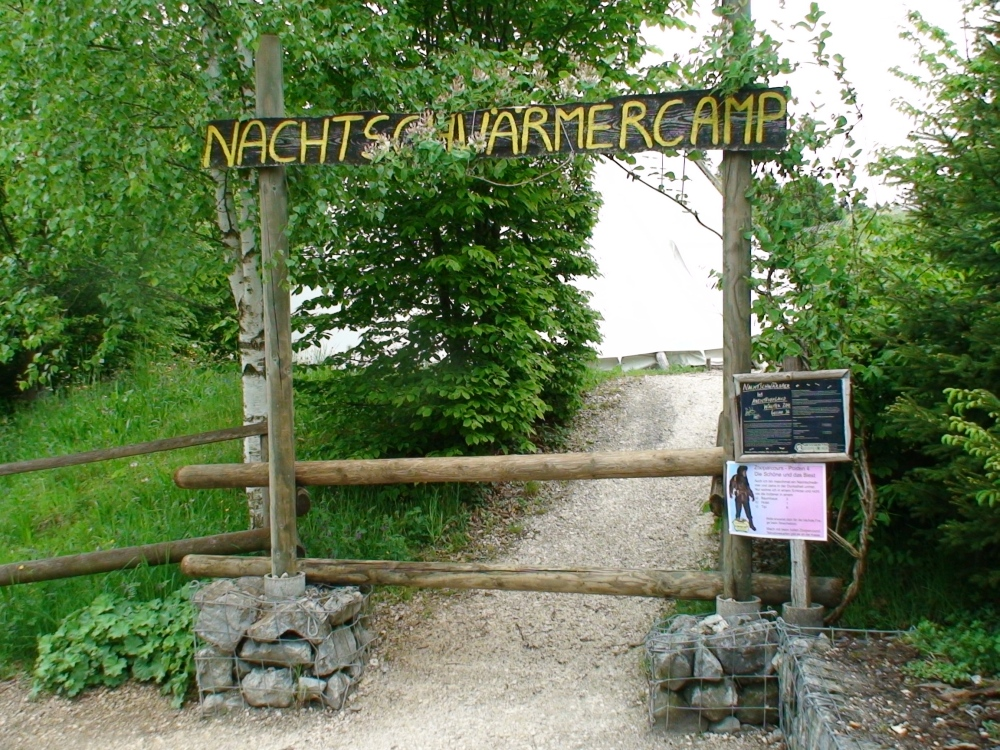
Nachtschwärmercamp
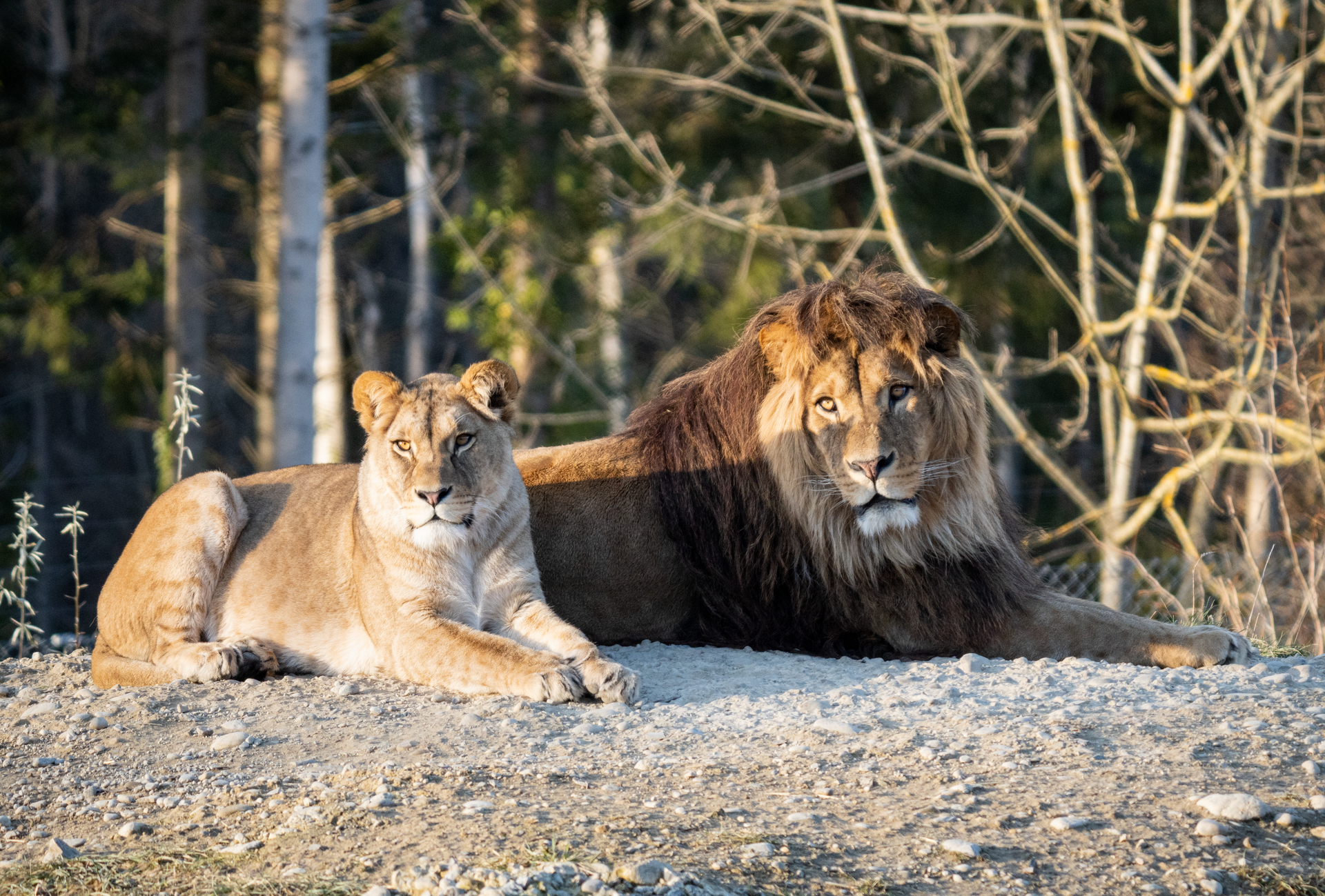
Berberlöwen